# Hôtel Guimard
El hôtel Guimard ubicado en 122, Avenue Mozart en París es un hôtel particulier construida por el arquitecto Hector Guimard, el mayor representante del Art Nouveau en Francia.

## Histórico

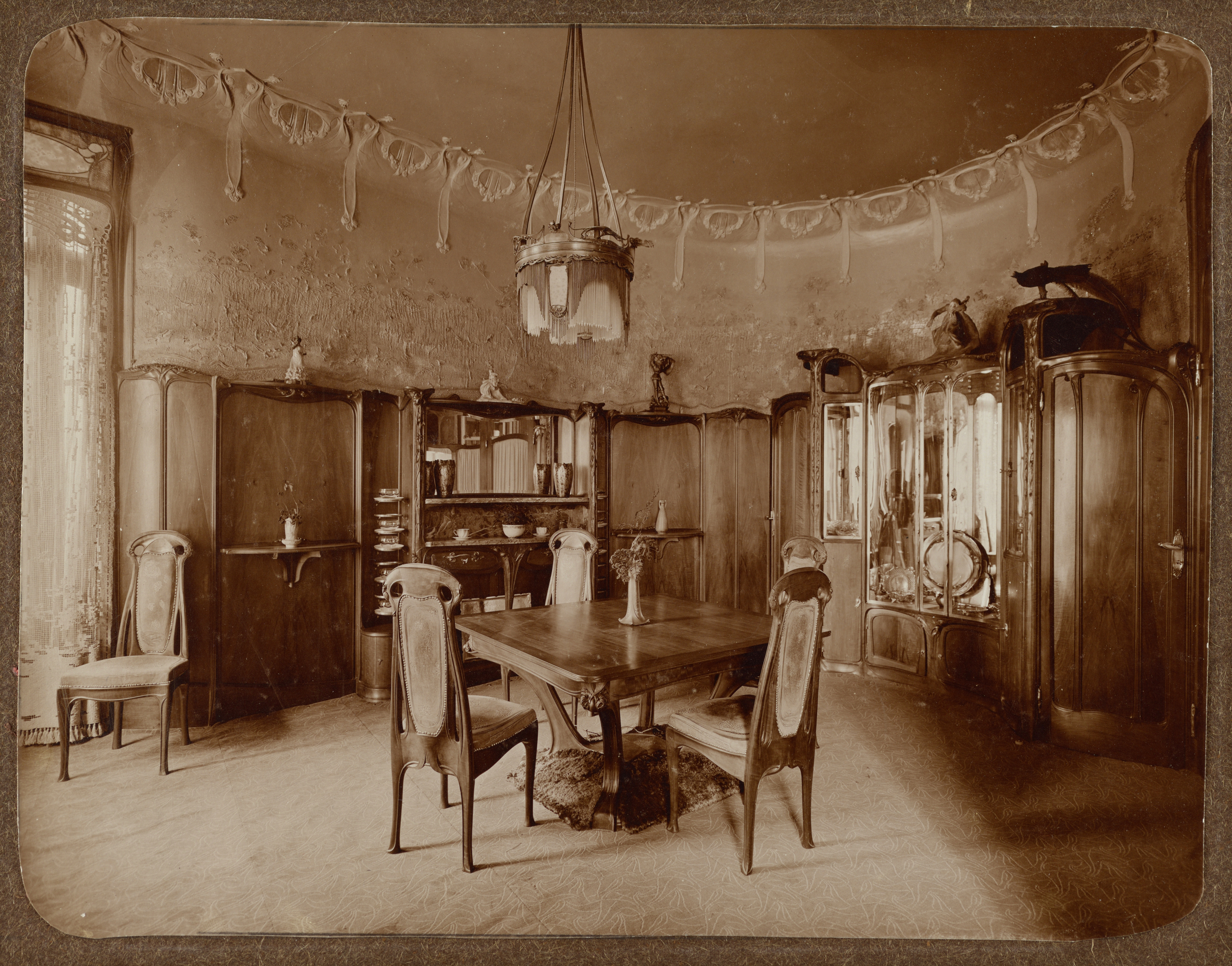
Comedor del Hotel Guimard en 1910. Cooper-Hewitt, Museo Smithsonian de Diseño.

Cuando el  se casó con Adeline Oppenheim, pintora, hija de un rico banquero estadounidense, Héctor Guimard decidió emprender la construcción de una mansión para establecer allí su hogar, así como el estudio de su esposa y sus oficinas de arquitecto. La solicitud de permiso de construcción está fechada el  .y la pareja vivió allí desde 1913 hasta 1930.
En 1930, la pareja Guimard dejó el hotel en la rue Mozart y el arquitecto tuvo entonces la idea de ofrecerlo al Estado para convertirlo en un museo del Art Nouveau. A la muerte de su marido en 1942, Madame Guimard se hizo cargo del proyecto pero, ante la negativa del Estado, finalmente tuvo que resignarse a donar los muebles a diversas instituciones. Los archivos fueron destruidos y el Museo de Bellas Artes de Lyon recibió un conjunto de 28 piezas que constituyen el dormitorio de Madame Guimard en 1948, un reloj de caja larga integra las colecciones del Museo de Artes Decorativas de París, algunas piezas son recibidas por la Ciudad de Nancy y luego se presenta en el Musée de l'École de Nancy, la carpintería y el mobiliario del comedor se presentan en el Musée du Petit Palais de París, y finalmente el resto se dona a varios museos americanos, se vende en subasta y principalmente comprado por coleccionistas americanos. El edificio se divide en apartamentos y se vende.
Aunque figura en el inventario complementario de monumentos históricos en 1964 (se realizará una clasificación parcial en 1997), permaneció en mal estado durante mucho tiempo, algunas barandillas están oxidadas y la firma de Guimard se volvió ilegible. El marco esculpido de la puerta de entrada fue parcialmente restaurado en 2006.
Se realizaron obras de restauración en fachadas y cubiertas, tras la presentación de un expediente al efecto el 21 de diciembre de 2016.

## Descripción

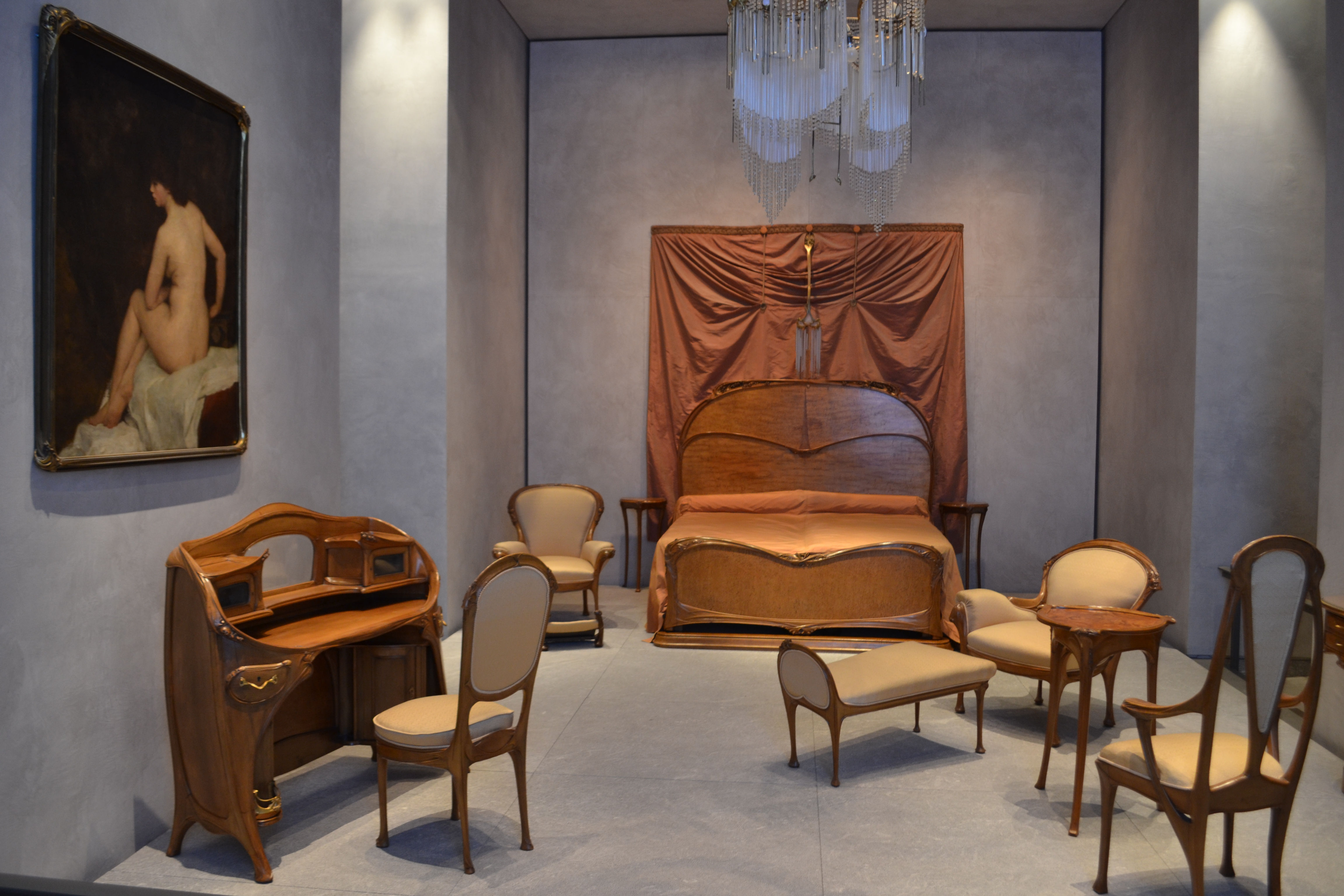
Dormitorio de Adeline Oppenheim, esposa de Hector Guimard.

De piedra y ladrillo, tiene tres plantas. El solar, triangular y estrecho al límite de lo inedificable, empuja a Guimard a innovar : inutilizados en el interior del edificio, los muros de carga se limitan a los muros exteriores. Esto permite al arquitecto establecer en su interior un verdadero " plan gratis », diferente en cada nivel y culminando en el primer piso con un comedor ovoide que impone un mobiliario único, deduciéndose de la forma de las paredes.
La presencia de una escalera se consideró demasiado engorrosa, Guimard optó por servir los pisos por un ascensor forrado de espejos, que ya no existe. Su oficina de arquitecto se encuentra en la planta baja. En el primer piso tiene dos salas de recepción de forma ovalada -el comedor y la gran sala de estar-, en el segundo un dormitorio individual y en el tercer piso el estudio de su esposa y un dormitorio de invitados. Tres dormitorios de servicio se encuentran en el ático.
Siendo su propio patrocinador y seguro del apoyo económico de su esposa, el arquitecto hizo del interior de su hotel uno de los espacios más logrados del estilo Guimard. : molduras, vidrieras, muebles, objetos, telas, etc., son de su mano y contribuyen al principio de armonía estilística tan querido por el Art Nouveau.